# 세계자연기금

세계자연기금(World Wide Fund for Nature, 약칭 WWF)은 스위스에 국제본부를 둔 세계 최대 규모의 국제 비정부 자연보전 기구로, 100여개국에 500만명 이상의 회원들이 글로벌 네트워크를 통해 함께 활동하고 있다. 멸종위기종 보전을 주목적으로 1961년 설립된 WWF는 인류와 자연이 조화를 이루며 사는 미래를 만드는 것을 궁극적인 목표로 현재 기후·에너지, 해양, 야생동물, 식량, 담수, 산림에 이르기까지 전 지구의 자연을 아우르는 종합적인 보전활동을 펼치고 있다.
세계적으로 영향력있는 WWF는 2014년 공식적으로 한국 법인인 WWF-Korea(세계자연기금 한국본부)를 설립하였으며, 1600+ 판다와 어스아워(Earth Hour/지구촌 전등 끄기) 등 대중이 자연보전에 관심을 가지고 함께 참여할 수 있는 다양한 캠페인을 비롯하여, 해양보전과 기후·에너지 이슈에 집중한 프로그램을 운영하고 있다.

## 명칭
WWF의 설립 초창기에 WWF는 세계 야생 동물 기금(World Wildlife Fund)을 의미했으나, 1986년에 이 명칭이 기관의 활동 범위를 모두 반영하지 못한다고 판단하여 세계자연기금(World Wide Fund for Nature)으로 변경했다. 반면, 미국과 캐나다에서는 기존 명칭을 유지하고 있다.

## 역사
WWF는 1961년 9월 11일, 스위스 모르주에서 세계 야생 생물 기금(World Wildlife Fund)이라는 이름으로 설립되었다. 줄리언 헉슬리와 에드워드 맥스 니콜슨, 피터 스콧, 기 마운트퍼트 등이 조직하였다. 1986년, 명칭을 세계자연기금(World Wide Fund for Nature)으로 변경하여 현재까지 활동하고 있다(미국, 캐나다 제외).

## 활동
기금의 90% 이상이 개인과 회사의 기부를 통해 얻어지고 있다. 이 기금은 국경과 문화, 종교를 넘어서 생태발자국을 줄이고 생물다양성을 보존하는 데 활용되고 있다. WWF의 활동분야는 기후·에너지, 해양, 야생동물, 식량, 담수, 산림 총 6가지의 보전 프로그램을 주축으로 전 세계 2,400여 보전 프로젝트가 진행 중이다.

## 같이 보기
- 보전운동
- 환경 운동
- 자연 환경
- 지속 가능성
- 지속 가능한 발전